# Parafia św. Maksymiliana Kolbego w Małej Wsi
Parafia Świętego Maksymiliana Kolbego w Małej Wsi – parafia należąca do dekanatu wyszogrodzkiego, diecezji płockiej, metropolii warszawskiej.
Została erygowana w 1985. Mieści się przy ulicy Mickiewicza.